# 敦煌變文集新書
《敦煌變文集新書》是唐代敦煌變文作品的總集。編者潘重規以《敦煌變文集》為基礎校訂擴充而成，增收了中央圖書館、列寧格勒以及日本龍谷大學所藏的變文8篇，並附錄「敦煌變文論文目錄」、「敦煌變文新論」與「圖版」，是研究變文的重要文本依據。
本書編次和敦煌變文集不同，是根據變文的發展過程，和變文的形式與內容來排列。早期的變文居前，孳生的變文置後。變文的形式和內容大約可分成兩大類：
1. 講唱佛經和佛家故事，按內容可以分成三類：
  1. 按照佛經的經文，先作通俗的講解，再用唱詞重複解說一遍；
  2. 講說釋迦牟尼太子出家成佛的故事，再用唱詞重複解說一遍；
  3. 講佛弟子和佛教的故事，再用唱詞重複解說一遍。
2. 講唱中國歷史故事。按形式可以分成三類：
  1. 有說有唱；
  2. 有說無唱或有唱無說；
  3. 對話體。

這一分類和分類的排列次序，正好反映了變文的發生、發展和轉變為話本的全部過程。